# Daymare: 1998
 (août 2020).
 (février 2023).
Le contenu est difficilement compréhensible vu les erreurs de traduction, qui sont peut-être dues à l'utilisation d'un logiciel de traduction automatique.
Daymare: 1998 est un jeu vidéo d'aventure et d'action de type survival horror à la troisième personne développé par Invader Studios et édité par Destructive Creations et All In! Games sorti le 17 septembre 2019 pour Microsoft Windows et le 28 avril 2020 pour PlayStation 4 et Xbox One.

## Trame
Les événements du jeu commencent le 20 août 1998 au laboratoire Aegis, une installation gouvernementale secrète construite sur l'île de North Blue Two, qui fait partie de l'archipel de Northfall Island situé juste au large des côtes de Washington. Par la suite, l'action se déplace vers Keen Sight, une petite ville paisible de l'Idaho entourée d'une forêt sans fin. Le jeu présente trois perspectives différentes et uniques sur le déroulement de l'histoire: celle du code opérationnel nommé Liev, un soldat d'élite de l'unité spéciale HADES (Hexacore Advanced Division for Extraction and Search), le pilote d'hélicoptère Cpt. David "Raven" Hale et Samuel Walker, un garde forestier de la forêt Vermilion qui entoure les montagnes Redcrest de Keen Sight. Quelques heures après la dernière transmission d'urgence d'Aegis concernant la fuite d'une arme expérimentale de la Colombie-Britannique, le ministère américain de la Défense envoie deux équipes d'agents de HADES, qui partent du QG de Keen Sight d'Hexacore Biogenetics, pour enquêter sur la cause de l'accident, récupérer des recherches et des échantillons top-secrets, et effacer toutes les preuves de ce qui s'est passé avant que le système de sécurité automatique ne nettoie les lieux.

## Développement
Le projet est inspiré de Resident Evil 2 Reborn, un remake fait par des fans. Compte tenu de l'attention qu'elle a suscitée, l'équipe a reçu un appel directement de Capcom qui les a officiellement invités à leur siège à Osaka en 2015. Ils ont demandé à Invader Studios de cesser le développement du jeu, ce qui a entraîné son annulation. Après la réunion, et sur la suggestion des producteurs de Capcom eux-mêmes, l'équipe a donc décidé de créer un autre jeu appelée plus tard Daymare: 1998. Il a été officiellement annoncé le 12 septembre 2016. Pour financer le projet, une campagne via Kickstarter et une démo PC spéciale appelée Daymare Challenge a été annoncée le 15 février 2017, dans laquelle l'une des créatures du jeu (Melting Man) a été présentée. Bien que le financement n'ait pas été obtenu, la campagne a contribué à faire connaitre le projet. Après un développement de 2 ans et 4 mois, le titre sortirait officiellement le 17 septembre 2019, sur Steam et GOG.com, le 20 février 2020 au Japon sur la plateforme PlayStation 4 et PC, et le 28 avril 2020 dans le reste du monde sur PlayStation 4 et Xbox One.

## Contenu téléchargeable
Une mise à jour gratuite exclusive à la version PC a été publiée le 22 novembre 2019. Le mode supplémentaire, HADES Dead End,  permet au joueur de reprendre le rôle de l'agent HADES Liev pour une expérience de jeu d'action de style mercenaire. Le but de la mission est d'accomplir trois objectifs aléatoires dans chaque zone, en prenant le temps le plus court possible et en survivant à des hordes d'ennemis implacables qui, une fois tués, réduisent le temps de la mission. Quatre missions sont actuellement disponibles: l'hôpital Sacred Heart, The Sewers, Downtown Keen Sight et Lair Dam. Il existe quatre classes, caractérisées par différents équipements de départ: Scout, Heavy, Assault et Medic. De plus, il est également possible d'activer certains changeurs de jeu aléatoires, tels que des hallucinations ou des ressources limitées qui affectent l'expérience la rendant plus ou moins difficile.

## Accueil
Daymare: 1998 a été bien accueilli par la critique. IGN Italie lui a donné un 6.8, trouvant que c'était un jeu difficile, qui essayait d'être à la hauteur du battage médiatique et de l'ambition de ses développeurs tout en présentant de très bonnes idées qui méritaient une plus grande attention. L'expérience a été mentionnée comme celle avec des défauts qui l'emportaient souvent sur les points forts, avec la possibilité qu'une suite puisse voir le jour.
Multiplayer.it a noté que Daymare: 1998 est un jeu d'horreur de survie bien fait qui, bien que souffrant de limitations de ressources de production imposées, attirerait certainement les fans du genre, remontant à l'époque dorée de l'horreur de survie. Le critique s'est concentré sur les boss, ne les trouvant pas mémorables alors que le style des ennemis normaux n'était pas trop remarquable.
Eurogamer Italy lui a décerné un 7 sur 10, affirmant que le titre était davantage axé sur les fans inconditionnels de l'horreur comme la franchise Resident Evil et moins sur les plus nostalgiques de l'approche plus raisonnée et moins centrée sur l'action, révélant à sa manière une expérience enrichissante, mais déconseillée aux débutants. Bloody Disgusting l'a vu comme un hommage aux jeux d'horreur du passé, montrant cependant une courte longévité et quelques défauts techniques, ce qui, selon le critique, n'a cependant pas eu d'impact significatif sur son jugement, considérant également qu'il était le produit d'un petit studio, il a conclu en conseillant à quiconque de rechercher une horreur de survie de style années 90 pour l'essayer.